# Ciśnienie tętnicze
Ciśnienie tętnicze (ang. blood pressure, BP) – ciśnienie wywierane przez krew na ścianki tętnic, przy czym pod tą nazwą rozumie się ciśnienie w największych tętnicach, np. w tętnicy w ramieniu. Jest ono wyższe niż ciśnienie krwi wywierane na ścianki żył.

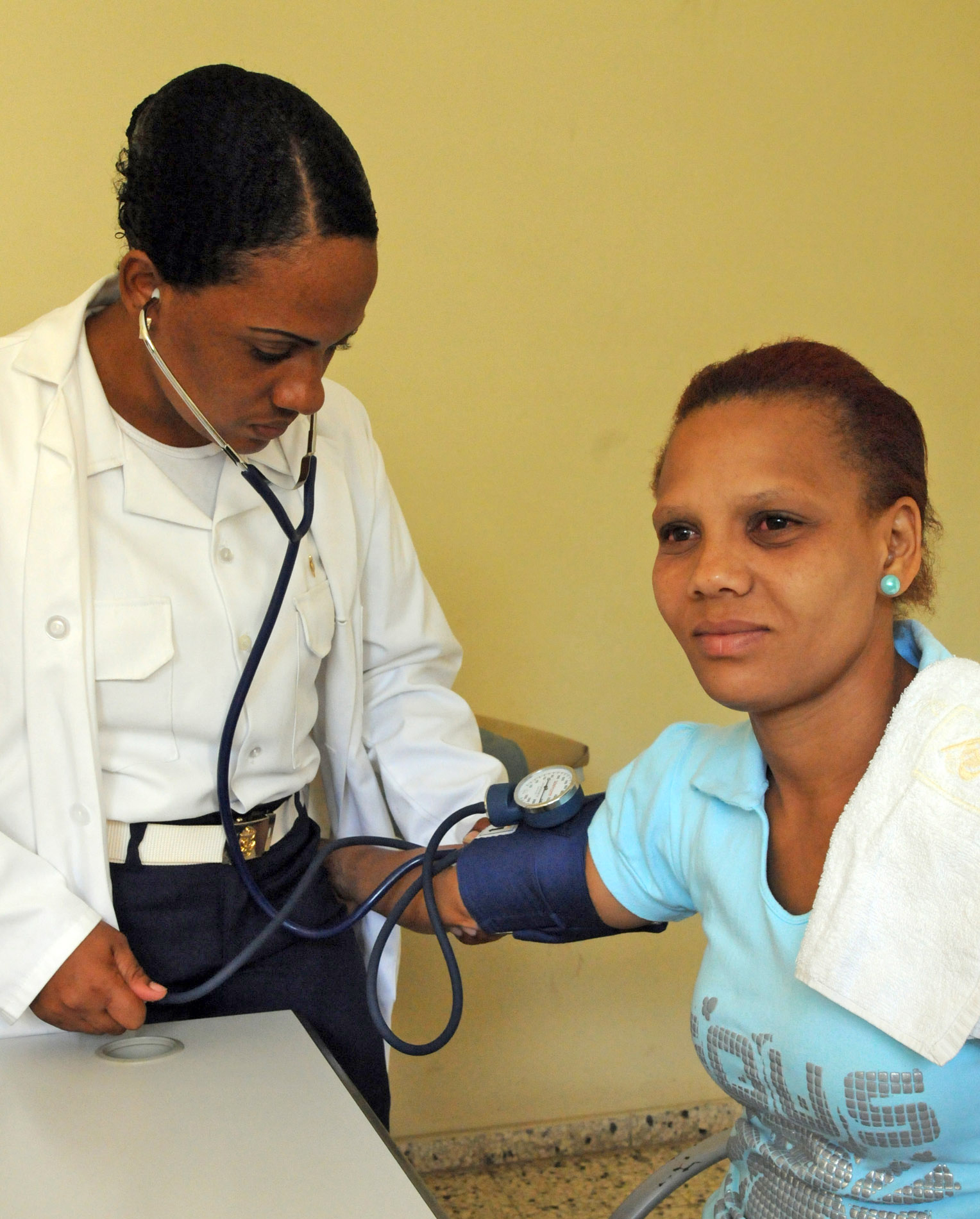
Mierzenie ciśnienia krwi u pacjentki

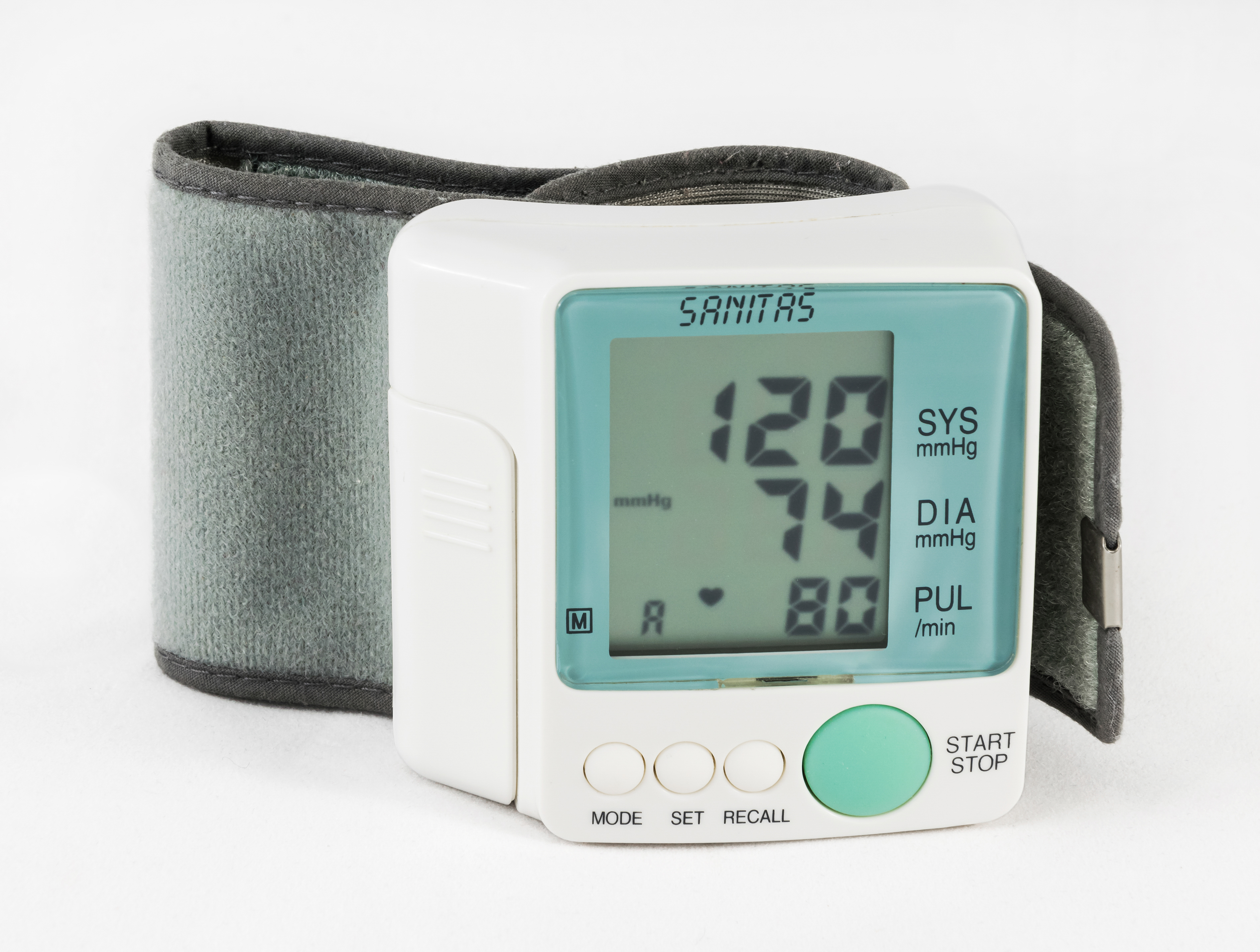
Wynik pomiaru ciśnienia tętniczego na automatycznym mierniku nadgarstkowym: 120/74 mmHg

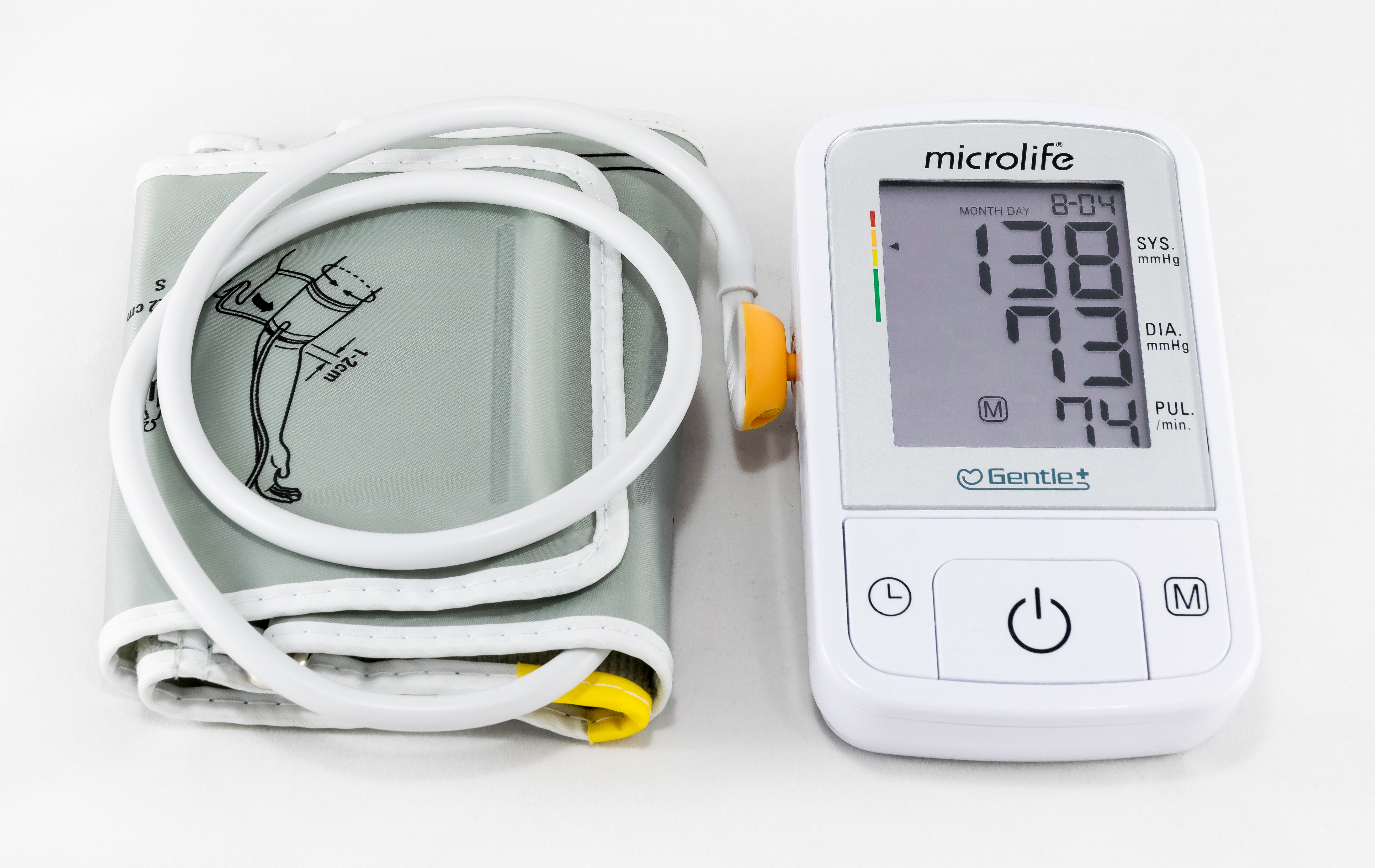
Współczesny naramienny sfigmomanometr elektroniczny

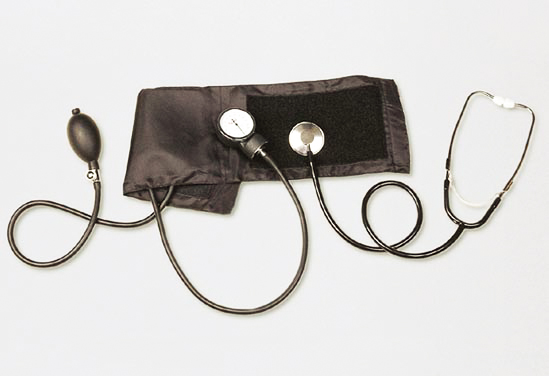
Sfigmomanometr i stetoskop do pomiaru ciśnienia tętniczego metodą Korotkowa

Ciśnienie krwi ulega ustawicznym zmianom długookresowym (co związane jest z wiekiem, stanem zdrowia itp.), średniookresowym (zależnie od pory doby, aktywności, stanu psychicznego, spożytych używek itp.) i krótkookresowym (w obrębie cyklu pracy serca). W momencie skurczu serca, kiedy porcja krwi wypychana jest z serca do aorty, w tętnicach panuje najwyższe ciśnienie, wynoszące u zdrowego dorosłego człowieka zazwyczaj od ok. 90 do 135 mm Hg (przeważnie 110–130); w chwili rozkurczu – jest najniższe, np. od ok. 50 do 90 mm Hg (zazwyczaj 65–80). W praktyce medycznej do oceny stanu zdrowia badanej osoby istotna jest wartość zarówno ciśnienia skurczowego, jak i rozkurczowego, toteż podawane są obie wartości, co zapisuje się np. 120/80 mm Hg.
Ciśnienie tętnicze mierzy się na obu ramionach, a w przypadku podejrzenia chorób wrodzonych, np. koarktacji aorty, czy chorób naczyń obwodowych także na obu kończynach dolnych. Pierwszy dźwięk słyszalny podczas obniżania ciśnienia w mankiecie wskazuje wielkość ciśnienia skurczowego, a zniknięcie uderzeń (dźwięków) jest wartością ciśnienia rozkurczowego. Różnica wartości ciśnienia między obiema kończynami górnymi 10–15 mmHg jest prawidłowa, natomiast większa może wskazywać na choroby aorty, np. rozwarstwienie aorty, czy naczyń obwodowych. Ciśnienie mierzone na kończynach dolnych jest najczęściej 0 20 mmHg wyższe od ciśnienia mierzonego na ramionach. Wskaźnik kostkowo-ramienny w warunkach prawidłowych jest większy od 1.
Systematyczne pomiary ciśnienia krwi są jedną z podstawowych metod kontrolowania stanu zaawansowania choroby osób cierpiących na nadciśnienie tętnicze, jak również inne choroby układu krążenia. Pomiarów zazwyczaj dokonuje się metodą Korotkowa, przy użyciu sfigmomanometru i stetoskopu (wówczas wynik pomiaru zapisuje się też czasem: „RR 120/80”), bądź metodami półautomatycznymi, np. miernikami nadgarstkowymi, wygodniejszymi do samobadania w domu.
Średnie ciśnienie tętnicze:
- Dorosły[3]:
  - 120–129 mm Hg – ciśn. skurczowe (SYS – Systole)
  - 80–84 mm Hg – ciśn. rozkurczowe (DIA – Diastole)
- Noworodek (do 28. dnia życia)[potrzebny przypis]:
  - 102 mm Hg – ciśn. skurczowe (SYS – Systole)
  - 55 mm Hg – ciśn. rozkurczowe (DIA – Diastole)
- Dziecko (1.–8. rok życia)[potrzebny przypis]:
  - 110 mm Hg – ciśn. skurczowe (SYS – Systole)
  - 75 mm Hg – ciśn. rozkurczowe (DIA – Diastole)

Ciśnienie krwi w aorcie u płodu wynosi około 30 mm Hg w 20. tygodniu ciąży i wzrasta do ok. 45 mm Hg w 40. tygodniu ciąży.
Średnie ciśnienie tętnicze krwi u donoszonych noworodków wynosi:
- skurczowe 65–95 mm Hg
- rozkurczowe 30–60 mm Hg.

Normy ciśnienia tętniczego u osób chorujących na cukrzycę są inne. W ich przypadku ciśnienie może być nieco podwyższone, co jest związane z samą chorobą, jednak nie powinno wynosić więcej niż 130/85 mmHg.
Nadciśnienie (osoby dorosłe):
- 1 stopień nadciśnienia – 140–159/90–99 mmHg
- 2 stopień nadciśnienia – 160–179/100–109 mmHg
- 3 stopień nadciśnienia – powyżej 180/110 mmHg

Bardzo niebezpieczny, zagrażający życiu jest tzw. przełom nadciśnieniowy, w którym dochodzi do nagłego wzrostu ciśnienia powyżej 180/110 mmHg, któremu często towarzyszą powikłania narządowe kardiologiczne i neurologiczne, zwłaszcza silne bóle głowy, duszności, obrzęki, zaburzenia świadomości. Wymaga pilnej interwencji lekarskiej.